# Herodotus

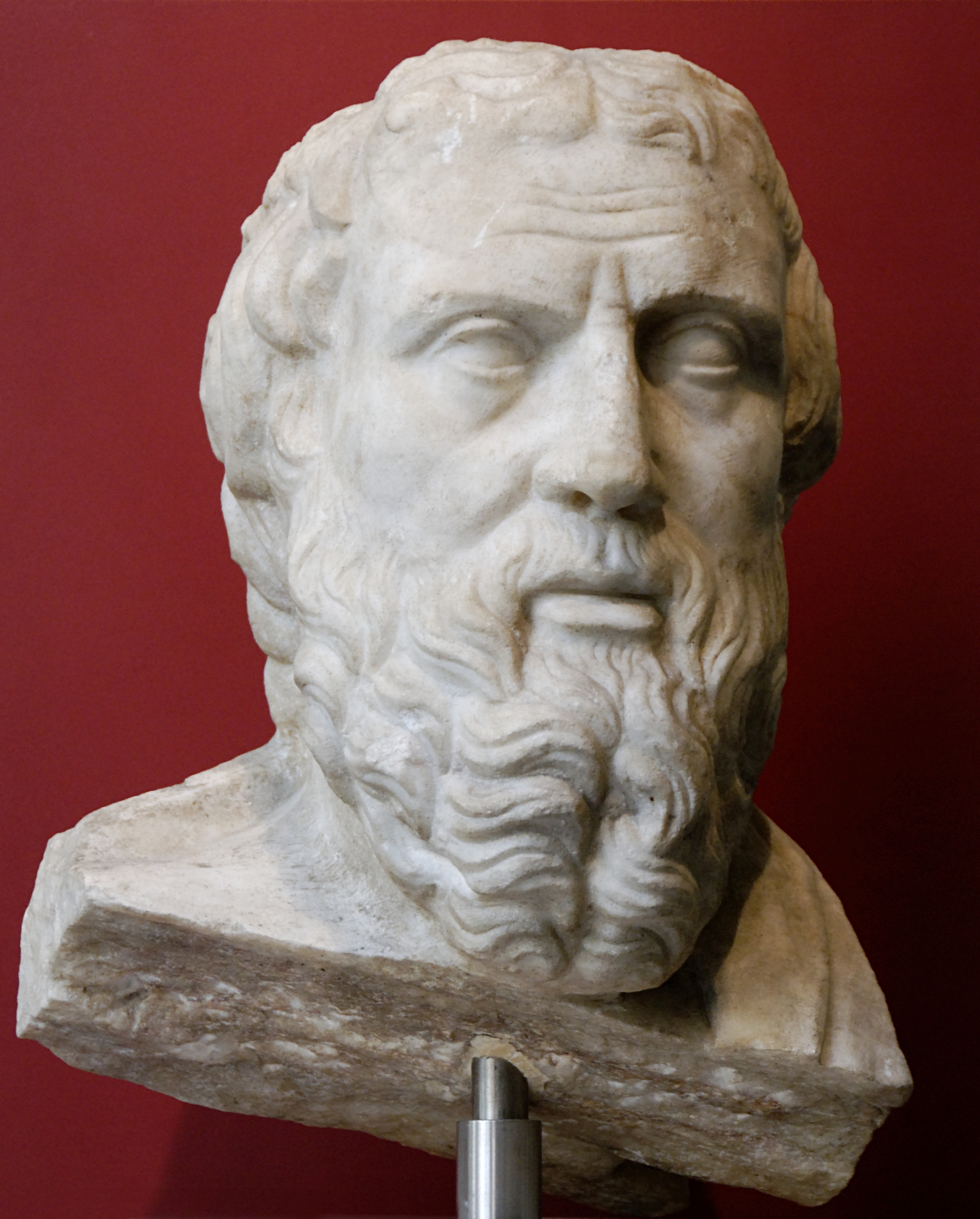
Herodotus
Romeinse kopie van een Grieks origineel uit de 4e eeuw v.Chr.

Herodotus of Herodotos (Grieks: Ἡρόδοτος, Hēródotos; ca. 485 - ca. 425 v.Chr.) was een Grieks historicus afkomstig uit Halicarnassus.
Hij staat bekend als de vader van de geschiedschrijving, een titel die hij toegedicht kreeg in het werk De legibus van Cicero. Volgens de Suda, een Griekse encyclopedie uit de middeleeuwen, was Herodotus uit een prominente familie afkomstig. De andere bekendste geschiedschrijver uit dezelfde tijd was Thucydides.
Herodotus is vooral bekend door zijn Historiën. De titel Historiën is afkomstig van de Alexandrijnse geleerden in de Hellenistische periode, zelf noemde Herodotus zijn werk in zijn openingsvers: Ἱστορίης ἀπόδεξις, Verslag van mijn onderzoek.

## Reizen
Wegens persoonlijke politieke problemen week Herodotus op jonge leeftijd uit naar het Griekse eiland Samos. In de jaren die daarop volgden maakte hij een reeks studiereizen door de toenmalig bekende wereld, naar onder andere Griekenland zelf, Anatolië of Klein-Azië, Opper-Egypte, Noord-Afrika, delen van het Midden-Oosten, het huidige Oekraïne en de Krim en delen van West-Europa. Op die manier vergaarde hij een in zijn tijd zeldzaam brede kennis van de wereld.
Rond zijn veertigste levensjaar vestigde hij zich in het oude Athene, omstreeks 445 v.Chr., waar hij openbare lezingen hield uit zijn reisverslagen. Zo werd hij opgenomen in de kring van vooraanstaande intellectuelen rond de staatsman Perikles. Daartoe behoorde onder andere ook zijn vriend, de tragedieschrijver Sophocles.
Na enkele jaren vertrok hij naar de Pan-Helleense kolonie Thurii in Magna Graecia, in Zuid-Italië, waar hij zich definitief vestigde. Thurii was een door de Grieken gekoloniseerde stad. Hij maakte af en toe nog reizen door Sicilië en Italië en voltooide er zijn levenswerk, de Historiën.
Het is niet bekend of hij in Thurii is overleden of weer naar Macedonië is teruggegaan en daar is overleden.

## Historiën
| Ἡροδότου Ἁλικαρνησσέος ἱστορίης ἀπόδεξις ἥδε, ὡς μήτε τὰ γενόμενα ἐξ ἀνθρώπων τῷ χρόνῳ ἐξίτηλα γένηται, μήτε ἔργα μεγάλα τε καὶ θωμαστά, τὰ μὲν Ἕλλησι τὰ δὲ βαρβάροισι ἀποδεχθέντα, ἀκλεᾶ γένηται, τά τε ἄλλα καὶ δι᾿ ἣν αἰτίην ἐπολέμησαν ἀλλήλοισι. | Herodotos is mijn naam, ik kom uit Halikarnassos en maak hierbij het verslag wereldkundig van het onderzoek dat ik heb verricht om de herinnering aan het verleden levend te houden en de grootse, indrukwekkende prestaties van de Grieken en andere volkeren te vereeuwigen. Ik stel bij dit alles voornamelijk aan de orde door welke oorzaak zij met elkaar in conflict zijn gekomen. (vertaling Hein van Dolen) |

Reconstructie van de Oecumene, de 'bewoonde wereld' van Herodotus circa 450 v.Chr.

Zoals uit de eerste zin van zijn werk blijkt, wil hij vooral de oorzaken van de Perzische Oorlogen onderzoeken en daarmee de herinnering aan het verleden levende houden, zowel voor de Grieken als andere volkeren.
Herodotos wordt door Cicero de vader van de geschiedschrijving (pater historiae) genoemd wegens de Historiën, een omvangrijke bundeling van boeken, die het midden houdt tussen de memoires van een reiziger en de duidelijke poging van een geschiedkundige avant la lettre om objectief aan geschiedschrijving te doen. Vóór Herodotos waren er al wel de logografen, met Hekataios van Milete als een van de belangrijkste, maar zij spitsten zich meer op de aardrijkskunde en de antropologie toe. Herodotus heeft wel veel geput uit de werken van deze schrijvers. Hij beschrijft in zijn Historiën de Perzische Oorlogen, maar maakt ook vele zijsprongen naar andere geschiedkundige, mythologische, godsdienstige en etnografische onderwerpen. Herodotos' uitweidingen worden vaak los gezien van de eigenlijke vertelling, maar hierin zit zijn opzet: de uitweidingen maken een belangrijk deel uit van zijn werk. Door zijsprongen te maken over vreemde gebruiken is de vijand niet langer zomaar een onpersoonlijke vijand, maar een écht volk met eigen tradities en gewoontes.
De Historiën zijn het oudste omvangrijke werk in Grieks proza dat bewaard is gebleven, dus van de gehele westerse literatuur. Tijdens de Hellenistische periode werden door grammatici de Historiën in negen boeken, genoemd naar de negen Muzen, ingedeeld. Zo is bijvoorbeeld boek 2 voor een groot stuk toegespitst op Egypte. Het vertoont verschillende epische en dramatische kenmerken als anekdoten, novellen en speeches. Zijn werk moet tevens in de overgang tussen orale vertelcultuur en schrijftaal gesitueerd worden. Herodotos verwerkte deze elementen om zijn verslag levendiger te maken voor zijn toehoorders of lezers. Hiervoor put hij literaire technieken uit het epos en de tragedie. Bovendien staat Herodotos nog steeds bekend als begaafd verteller.
Herodotos' eigenlijke onderwerp is de geschiedenis van de gewelddadige confrontatie tussen Oost en West, tussen barbaroi en Grieken, die zijn voorlopig hoogtepunt in de Perzische Oorlogen, eerste helft 5e eeuw v.Chr., beleefde. Hij schreef zijn werk na het einde van deze oorlogen, dus kende hij de afloop ervan. Als beginpunt van dat conflict beschouwde Herodotos de Lydische koning Croesus, omstreeks 595 - 546 v.Chr., de eerste die volgens hem met onrechtmatig geweld tegen de Grieken was begonnen.
De Historiën werden in 1968 door Onno Damsté in het Nederlands vertaald en in 1995 door Hein van Dolen, die ervoor koos het spreektaalkarakter van de tekst te benadrukken. In 2019 verscheen een vertaling van Wolther Kassies met aantekeningen van Michel Buijs.

## Herodotos' Onderzoeksmethode
Er was in een dubbel opzicht een vooruitgang in de geschiedschrijving van Herodotos ten opzichte van zijn voorgangers. Enerzijds behandelde hij als eerste de hele wereldgeschiedenis. Anderzijds maakte hij voor het eerst een scheiding tussen mythologie en geschiedenis en behandelde alleen deze laatste. Bovendien is er bij hem een aanvang van de geschiedfilosofie: hij wilde de oorzaken van de gebeurtenissen zoeken en vinden. Hij wilde dus de feiten verklaren, dit in tegenstelling tot de logografen, die alleen een droge beschrijving van de feiten gaven.
De beginselen van kritische analyse van de geschiedschrijving zijn in zijn werk terug te vinden. Herodotos onderscheidt zich vooral in dit opzicht van zijn voorgangers. Hij voert zichzelf ten tonele als personage binnen de vertelling en maakt opmerkingen in de eerste persoon om aan te duiden hoe hij bij zijn bronnenonderzoek te werk is gegaan. Ook gebruikt hij andere personages als spreekbuis voor het overbrengen van eigen inzichten. Hij wil zo transparant mogelijk blijven voor zijn lezer of toehoorder. Hij maakt hierbij gebruik van drie manieren van bewijsvoering: ἀκοή, getuigenissen van andere mensen die hij hoort, γνώμη, een eigen oordeel vellen, en ὄψις, verwijzen naar artefacten die hij zelf heeft gezien. Die is gebaseerd op een grondige heuristiek, vooral door naar getuigen en mensen met verstand van zaken te luisteren. Zijn voornaamste bron was de mondelinge overlevering. Wanneer Herodotus geconfronteerd wordt met een vermeldenswaardig fenomeen, maar er niet de volledige verantwoordelijkheid wil opnemen, gebruikt Herodotus het neutrale λέγεται (= er wordt gezegd), wellicht omdat hij dit vaak niet kan controleren of bevestigen. Dit wijst dus op een gerechtvaardigde twijfel.

## Kritiek op Herodotos
- Herodotos haalt op verschillende plaatsen de chronologie door elkaar. Onder academici bestaat discussie over of dit al dan niet opzettelijk was.
- Het werk maakt in tegenstelling tot contemporaine geschiedschrijving ook gebruik van wonderen, orakels en mythologische verhalen om gebeurtenissen te verklaren.
- Herodotos had een andere visie op geschiedschrijving dan men in de eenentwintigste eeuw heeft: voor Herodotos was de geschiedenis een vorm van creatief schrijven (ποίησις).[8] Hij gebruikte zijn verbeelding bij het schrijven van zijn geschiedeniswerk. Fictie en feit zijn met elkaar verweven.
- Voor geschiedschrijving in de 21e eeuw is het noodzakelijk om de waarheid te achterhalen. Herodotos legt ook wel die kritische ingesteldheid aan de dag, maar deze is in vele opzichten nog steeds naïef. Hij maakt zich dan ook zelf soms schuldig aan het verspreiden van onwaarheden, hoewel hij alert was voor zogenaamde false stories, foutieve verhalen die bij het volk zijn ingeworteld en die hij hardnekkig probeert te weerleggen.[9]
- Hij had, ondanks zijn sterke patriottisme, grote aandacht voor de verdiensten van de barbaren. Vandaar ook de bijnaam die Plutarchus hem gaf in zijn werk Περὶ τῆς Ἡροδότου κακοηθείας, Over de kwaadaardigheid van Herodotos: φιλοβάρβαρος, filobarbaros, barbarenvriend.
- Thucydides zette zich af tegen Herodotos. Die zou volgens hem alleen maar leuke verhaaltjes schrijven die mooi zijn voor het luisteren (ἀκρόαμα). Pure entertainment zonder echte meerwaarde dus.[10] Hij is niet de enige. Ook Plutarchus schreef een heel traktaat met kritiek op Herodotus. Dionysios van Halicarnassus was wél een groot bewonderaar van zijn stijl.
- Een aantal generaties na zijn dood werd hij doorgaans als leugenaar beschouwd.[11] Nog in de 16e eeuw noemde Juan Luis Vives hem de "vader van de leugens", maar daarna kwam er weer meer waardering voor zijn werk.[12]

## Televisie
Enkele van zijn verhalen zijn tussen 1974 en 1976 door de VPRO verfilmd in de Herodotusreeks.

## Vertalingen
Vertaling van de Historiën in het Nederlands:
- Dapper, O. (1666). Negen boeken der historien, gezegt de Musen. Vervattende onder ander de Lydische, Grieksche, Persiaensche, Egiptische en Medische historien. Hieronymus Sweerts, Amsterdam. Gearchiveerd op 29 juli 2023. Beneffens een beschrijving van Homeers leven, door den zelven Herodoot
- J. Bosscha, Proeve eener Nederduitsche vertaling van het achtste en negende boek van Herodotus.[a] Utrecht, J. Altheer, 1822.
- N.G. van Kampen, Proeve eener Nederduitsche vertaling van het vijfde en zesde boek van Herodotus.[b] Utrecht, J. Altheer, 1823.
- Herodotus, Verhalen uit het Oosten, Herodotus naverteld.[c] Sneek, Pyttersen Tz., 1890. Vert. en bew. van: Stories of the East from Herodotus van A.J. Church
- Herodotus, Muzen.[d] uit het Grieksch met inl. en korte aant. door Ch. M. van Deventer. Amsterdam, S.L. Van Looy en H. Gerlings, 1893-1895
- Herodotus, Sormani, P.V. (1911). Herodotus: Boek I-IV. Tjeenk Willink, Zwolle.
- Herodotus, Rogge, Y.H. (1920). Herodotus, boek VI. Tjeenk Willink, Zwolle.
- Herodotos, Historiën, vertaald door C.M. Deventer en J.W. van Rooijen, 1924
- Herodotos, Historiën, vertaald door Onno Damsté, 1968.
- Mantel, Anne: Herodotus Historiën. Patronen en historische werkelijkheid bij Herodotus. Amsterdam, Hakkert. Proefschrift
- Herodotus, Xerxes, een koning die zijn grenzen niet kende. Leeuwarden, Eisma, 1994 ISBN 90-74252-22-2
- Herodotos, Het verslag van mijn onderzoek, vertaald door H.L .van Dolen, 2000.
- Historiën: alles wat ik zag, hoorde en onderzocht, vertaald door Wolther Kassies, toegelicht door Michel Buijs, nawoord van Tom Holland, 2019.

Vertaling van delen van de Historiën in het Nederlands:
- Herodotus, Historiën. Vertaald door Gerard Koolschijn, 1987. Zeer korte verhalen.

## Websites
- vertaling van Deventer en vertaling van Schwartz.
- Livius.org. Herodotus.
- K Meister, T Dorandi, A Touwaide en R Neudecker. Herodotus. voor Der Neue Pauly
- W Rooijackers. Herodotus van Halikarnassos (ca. 484-424 v.Chr.) – Grieks historicus, 2019.
- Een overzicht van Nederlandse vertalingen van Herodotus op www.griekseliteratuur.org[13]

- Bibsys: 90136153
- Biblioteca Nacional de España: XX903903
- Bibliothèque nationale de France: cb119073789 (data)
- Catàleg d'autoritats de noms i títols de Catalunya: 981058523396806706
- CiNii: DA0057958X
- Gemeinsame Normdatei: 118549855
- International Standard Name Identifier: 0000 0001 2353 0133
- Library of Congress Control Number: n79086888
- Nationale Bibliotheek van Letland: 000030389
- MusicBrainz: 07b1876f-1afc-43c8-8d28-1d3498ef0654
- Bibliotheek van het Japanse parlement: 00443136
- Nationale Bibliotheek van Tsjechië: jn19981001510
- Nationale bibliotheek van Australië: 35757038
- Nationale Bibliotheek van Israël: 987007262501005171
- Nationale Bibliotheek van Polen: a0000001187652
- Nationale en Universitaire bibliotheek Zagreb: 000051756
- Nederlandse Thesaurus van Auteursnamen: 06894845X
- Réseau des bibliothèques de Suisse occidentale: 02-A000079947
- Russische Staatsbibliotheek: 000082455
- Istituto Centrale per il Catalogo Unico: CFIV036084
- LIBRIS: 60617
- Système universitaire de documentation: 085720917
- Trove: 1073569
- Union List of Artist Names: 500257721
- Virtual International Authority File: 100225976
- WorldCat: E39PCjFvCFTDgPD3Yp7Ygc36yq